# Equipo de Fed Cup de España
El equipo español de Copa Federación es el equipo de jugadoras de nacionalidad española en la máxima competición internacional de equipos nacionales femeninos. Su dirección está a cargo de la Real Federación Española de Tenis.
España ha ganado la Copa Federación en 5 ocasiones (1991, 1993, 1994, 1995 y 1998), disputando la final en seis ocasiones más (1989, 1992, 1996, 2000, 2002 y 2008). En la década de los 90 se convirtió en la primera potencia del tenis femenino, logrando cinco títulos (tres de ellos consecutivos) en ocho años. En total, España es el cuarto país con más títulos de Copa Federación y el tercero que más finales ha disputado en esta competición.

## Palmarés
España es el cuarto país con más títulos de Copa Federación y el segundo desde la creación del actual sistema de competición, con cinco campeonatos: (1991, 1993, 1994, 1995 y 1998) y habiendo disputando la final en seis ocasiones más (1989, 1992, 1996, 2000, 2002 y 2008).

## Historia

### 1998: Pentacampeonas de la Fed Cup
Entre los días 19 y 20 de septiembre de 1998 se disputó en el Palacio de Exposiciones de Ginebra ante 12.000 espectadores, la final de la Copa Federación entre el equipo nacional español capitaneado por Miguel Margets y formado por Arantxa Sánchez Vicario, Conchita Martínez, Virginia Ruano y Magüi Serna y el equipo local: Suiza capitaneado por Melanie Molitor y compuesto por la entonces número 1 del ranking de la WTA: Martina Hingis (la helvética había ganado a Arantxa y Conchita en las últimas 11 ocasiones que se habían cruzado en el circuito profesional), Patty Schnyder y E. Gagliardi. La primera jornada finalizó con un empate a 1 punto, en el primer encuentro disputado Sánchez Vicario venció

## Capitanía
- 1979-1980: María Carmen Hernández Coronado[12][13]
- 1983: Antonio Muñoz
- 1984-1992: Pancho Alvariño[14]
- 1993-2011: Miguel Margets[15]
- 2012: Arantxa Sánchez Vicario[16]
- 2013-2016: Conchita Martínez[17]
- 2017-2024 : Anabel Medina[18]
- 2025- : Carla Suárez[19]

## Records del equipo español de Copa Federación
- Arantxa Sánchez Vicario tiene el mayor número de victorias tanto en individuales como por parejas en la Fed Cup con un total de 72 victorias, así como el récord de más partidos disputados (58) y más años jugados (16).[20]

## Todas las jugadoras
- Actualizado al 3 de noviembre de 2021. Jugadoras en activo, en negrita,

| Nombre                             | Debut | Total V-D | Individuales V-D | Dobles V-D | Eliminatorias jugadas | Años jugados | Finales jugadas | Títulos |
| ---------------------------------- | ----- | --------- | ---------------- | ---------- | --------------------- | ------------ | --------------- | ------- |
| Almansa, Ana                       | 1982  | 4–12      | 2–4              | 2–8        | 10                    | 5            | 0               | 0       |
| Álvarez de Mon, Mónica             | 1977  | 5–6       | 5–3              | 0–3        | 9                     | 4            | 0               | 0       |
| Arruabarrena, Lara                 | 2015  | 3–5       | 2–4              | 1–1        | 5                     | 5            | 0               | 0       |
| Ávila, Neus                        | 1995  | 0–1       | 0–0              | 0–1        | 1                     | 1            | 0               | 0       |
| Badosa, Paula                      | 2022  | 0–0       | 0–0              | 0–0        | 0                     | 0            | 0               | 0       |
| Baldovinos Cibeira, María Victoria | 1974  | 8–16      | 4–11             | 4–5        | 16                    | 7            | 0               | 0       |
| Bielsa, Rosa                       | 1985  | 1–1       | 0–0              | 1–1        | 2                     | 1            | 0               | 0       |
| Bolsova, Aliona                    | 2015  | 2–1       | 0–0              | 2–1        | 3                     | 3            | 0               | 0       |
| Domínguez Lino, Lourdes            | 2006  | 7–8       | 4–6              | 3–2        | 12                    | 8            | 0               | 0       |
| Erana, Begoña                      | 1982  | 0–1       | 0–0              | 0–1        | 1                     | 1            | 0               | 0       |
| Estalella, Ana María               | 1972  | 2–4       | 1–1              | 1–3        | 5                     | 3            | 0               | 0       |
| García Pérez, Georgina             | 2018  | 4–1       | 2–0              | 2–1        | 3                     | 2            | 0               | 0       |
| Garth, Michelle                    | 1984  | 0–1       | 0–1              | 0–0        | 1                     | 1            | 0               | 0       |
| Guerra, Elena                      | 1983  | 1–3       | 0–2              | 1–1        | 4                     | 2            | 0               | 0       |
| León, Gala                         | 1996  | 2–4       | 0–1              | 2–3        | 5                     | 4            | 1               | 0       |
| Llagostera, Nuria                  | 2005  | 13–10     | 5–6              | 8–4        | 16                    | 8            | 1               | 0       |
| Llorca, María José                 | 1986  | 4–3       | 3–1              | 1–2        | 4                     | 2            | 0               | 0       |
| Mandarino, Carmen                  | 1972  | 3–9       | 1–4              | 2–5        | 9                     | 4            | 0               | 0       |
| Marrero, Marta                     | 2002  | 2–5       | 2–4              | 0–1        | 4                     | 3            | 0               | 0       |
| Martínez, Conchita                 | 1988  | 68–23     | 47–18            | 21–5       | 53                    | 15           | 10              | 5       |
| Martínez, María José               | 2008  | 10–7      | 6–3              | 4–4        | 12                    | 7            | 0               | 0       |
| Masarova, Rebeka                   | 2021  | 1–0       | 0–0              | 1–0        | 1                     | 1            | 0               | 0       |
| Medina, Anabel                     | 2003  | 18–16     | 10–13            | 8–3        | 21                    | 13           | 1               | 0       |
| Montolio, Ángeles                  | 1994  | 2–1       | 0–1              | 2–0        | 3                     | 2            | 0               | 0       |
| Moure, Isabel                      | 1980  | 1–0       | 0–0              | 1–0        | 1                     | 1            | 0               | 0       |
| Muguruza, Garbiñe                  | 2015  | 10–4      | 9–3              | 1–1        | 6                     | 5            | 0               | 0       |
| Parra, Arantxa                     | 2005  | 4–0       | 1–0              | 3–0        | 4                     | 3            | 0               | 0       |
| Parrizas, Nuria                    | 2021  | 0–1       | 0–1              | 0–0        | 1                     | 1            | 0               | 0       |
| Pellón, Beatriz                    | 1979  | 3–6       | 1–1              | 2–5        | 7                     | 3            | 0               | 0       |
| Perea, Carmen                      | 1973  | 19–24     | 13–16            | 6–8        | 29                    | 11           | 0               | 0       |
| Pérez, Pilar                       | 1990  | 0–2       | 0–0              | 0–2        | 2                     | 1            | 0               | 0       |
| Pérez Peñate, Noelia               | 1992  | 0–2       | 0–0              | 0–2        | 2                     | 1            | 0               | 0       |
| Pous Tió, Laura                    | 2007  | 0–1       | 0–0              | 0–1        | 1                     | 1            | 0               | 0       |
| Ruano, Virginia                    | 1992  | 15–17     | 0–4              | 15–13      | 29                    | 14           | 3               | 1       |
| Sáez Larra, Olga                   | 2017  | 0–1       | 0–0              | 0–1        | 1                     | 1            | 0               | 0       |
| Sánchez Lorenzo, María             | 1995  | 3–7       | 2–3              | 1–4        | 10                    | 8            | 1               | 1       |
| Sánchez Vicario, Arantxa           | 1986  | 72–28     | 50–22            | 22–6       | 58                    | 16           | 10              | 5       |
| Serna, Magüi                       | 1997  | 10–10     | 7–7              | 3–3        | 13                    | 6            | 2               | 0       |
| Soler, Silvia                      | 2012  | 4–11      | 4–9              | 0–2        | 9                     | 6            | 0               | 0       |
| Sorribes, Sara                     | 2015  | 6–4       | 3–4              | 3–0        | 7                     | 6            | 0               | 0       |
| Suárez, Carla                      | 2008  | 19–12     | 17–9             | 2–3        | 17                    | 12           | 1               | 0       |
| Torrens, Cristina                  | 1993  | 3–3       | 0–0              | 3–3        | 6                     | 3            | 0               | 0       |
| Torró Flor, María Teresa           | 2013  | 2–3       | 2–2              | 0–1        | 3                     | 2            | 0               | 0       |

## Año a año
| Torneo                     | 1995 | 1996 | 1997 | 1998 | 1999 | 2000         | 2001         | 2002         | 2003         | 2004         | 2005 | 2006 | 2007 | 2008 | 2009 | 2010 | 2011 | 2012 | 2013 | 2014 | 2015 | 2016 | 2017 | 2018 | 2019 | G–P   |
| -------------------------- | ---- | ---- | ---- | ---- | ---- | ------------ | ------------ | ------------ | ------------ | ------------ | ---- | ---- | ---- | ---- | ---- | ---- | ---- | ---- | ---- | ---- | ---- | ---- | ---- | ---- | ---- | ----- |
| Fed Cup                    |      |      |      |      |      |              |              |              |              |              |      |      |      |      |      |      |      |      |      |      |      |      |      |      |      |       |
| Grupo Mundial              | G    | F    | CF   | G    | CF   | F            | 4º           | F            | CF           | SF           | SF   | SF   | CF   | F    | CF   | A    | A    | CF   | A    | CF   | A    | A    | CF   | A    | A    | 21–16 |
| Play-offs Grupo Mundial    | A    | A    | G    | A    | A    | ND           | A            | A            | A            | A            | A    | A    | G    | A    | P    | A    | G    | P    | G    | P    | A    | G    | P    | A    | G    | 6–4   |
| Grupo Mundial II           | A    | A    | A    | A    | A    | No Disputado | No Disputado | No Disputado | No Disputado | No Disputado | A    | A    | A    | A    | A    | P    | G    | A    | G    | A    | P    | G    | A    | P    | G    | 4–3   |
| Play-offs Grupo Mundial II | A    | A    | A    | A    | A    | No Disputado | No Disputado | No Disputado | No Disputado | No Disputado | A    | A    | A    | A    | A    | G    | A    | A    | A    | A    | G    | A    | A    | G    | A    | 3–0   |
| Ganados–Perdidos           | 3–0  | 2–1  | 1–1  | 3–0  | 0–1  | 1–1          | 2–1          | 3–1          | 1–1          | 2–1          | 1–1  | 1–1  | 1–1  | 2–1  | 0–2  | 1–1  | 2–0  | 0–2  | 2–0  | 0–2  | 1–1  | 2–0  | 0–2  | 1–1  | 2–0  | 34–23 |
| Ranking Final de Año       |      |      |      |      |      |              |              | 2            | 5            | 3            | 3    | 6    | 6    | 3    | 4    | 5    | 6    | ?    | 7    | ?    | ?    | ?    | ?    | ?    | ?    |       |

| Torneo                     | 2020 | 2021 | 2022 | G–P |
| -------------------------- | ---- | ---- | ---- | --- |
| Billie Jean King Cup       |      |      |      |     |
| Finales                    | ND   | FG   |      | 1–1 |
| Play-offs Finales          | G    | A    |      | 1–0 |
| Grupo Mundial II           | A    | A    |      | 0–0 |
| Play-offs Grupo Mundial II | A    | A    | A    | 0–0 |
| Ganados–Perdidos           | 1–0  | 1–1  |      | 2–1 |